# ヴェスナ・シュカレ＝オジュボルト
ヴェスナ・シュカレ＝オジュボルト（クロアチア語:Vesna Škare-Ožbolt、1961年6月20日 - ）は、クロアチアの政治家である。
1990年の初の民主選挙までは、クロアチアの裁判所に務めていた。1990年代に入るとクロアチア民主連合（Croatian Democratic Union; HDZ）に入り、大統領フラニョ・トゥジマンの相談役の一人となった。
1990年代後半には、東スラヴォニア地域にあるセルビア人の自治地域・東スラヴォニア・バラニャおよび西スレム・セルビア人自治州のクロアチア主権下への復帰のための交渉を主導した。
2000年の総選挙でのHDZの敗退の後、穏健派とみなされていたシュカレ＝オジュボルトは、HDZを離脱し、マテ・グラニッチ（Mate Granić）と共に民主中道党（Democratic Centre）を設立した。3年後の総選挙では当選を果たし、同党で唯一の議員となった。
グラニッチが民主中道党の党首を辞任したため、その後任として党首に就任し、イーヴォ・サナデル内閣に法務大臣として参加した。この時、サナデル内閣で唯一の非HDZの閣僚となった。
クロアチアの司法機関は、政府で最も汚職が蔓延し機能不全に陥っているといわれていた。シュカレ＝オジュボルトはその改革を掲げて大衆の注目を集め、特に難解であった土地登記のディジタル化などが特筆される。
メディアとは良好な関係にあり、サナデル内閣の閣僚の中でも人気は高かったが、HDZ党内では、わずかに1議席しかもたないシュカレ＝オジュボルトの党の規模に比べて彼女が良いポストを得ていることへの不満があったとされる。
任期の末には、クロアチア紛争中のセルビア人武装勢力の指導者ドラガン・ヴァシリコヴィッチ（Dragan Vasiljković）のクロアチアへの引渡しを求めて大きな注目を集めたが、引渡しは実現しなかった。また同じ頃に、アンテ・ゴトヴィナの訴訟に対するクロアチア政府の法的方針がメディアに漏洩した件に関して、関与が疑われていた。
2006年2月10日、サナデルはシュカレ＝オジュボルトを解任し、HDZのアナ・ロヴリン（Ana Lovrin）を後任に据えた。
シュカレ＝オジュボルト率いる民主中道党は、2007年の総選挙（Croatian parliamentary election）では1議席も確保できなかった。